# 17039 Євсеєнка
17039 Євсеєнка (17039 Yeuseyenka) — астероїд головного поясу, відкритий 19 березня 1999 року.
Тіссеранів параметр щодо Юпітера — 3,338.
Названо на честь Євгена Євсеєнка (1988) — аматора астрономії з Осиповичів Могилівської області.